# Илијанци
Илијанци (буг. Илиянци) је насеље у Софији, главном граду Бугарске. Налази се у северном делу рејона Надежда (у преводу: Нада). Западно и северно од њега протиче река Какач, притока Искара. Источно од њега се налази насеље Бенковски, а северно - насеље Требич.
Илијанци се први пут спомињу 1576. године. Насеље је основано у близини манастира Свети Илија, по којем је и добило име. До 1961. године ово је било село, а од тада је саставни део Софије.
Близу њега се налазе Северни парк и стадион Локомотив.

## Транспорт
- Железничка станица
- Трамваји 11 и 12
- Аутобуси 25, 26, 27, 29, 31, 87, 108, 83.

## Вашар
Вашар се одржава сваке године 2. августа (на Илиндан).